# Denis Bogdan
Denis Valer'evič Bogdan (in russo Денис Валерьевич Богдан?; Hrodna, 13 ottobre 1996) è un pallavolista russo, schiacciatore della Dinamo Mosca.

## Palmarès

### Club
- Supercoppa russa: 1

Dinamo Mosca: 2021
- Challenge Cup: 1

Fakel: 2016-2017

### Nazionale (competizioni minori)
- Campionato mondiale under 21 2015
- Campionato mondiale under 23 2017
- Universiade 2019

### Premi individuali
- 2015 - Campionato mondiale under 21: Miglior schiacciatore
- 2017 - Campionato mondiale under 23: Miglior schiacciatore